# Rogówka mała
Rogówka mała (łac. microcornea) – wada polegająca na zbyt małej średnicy rogówki. Przyjmuje się, że rogówka o średnicy mniejszej niż 10 mm jest zbyt mała. Może to być wada izolowana lub stanowić część obrazu klinicznego małoocza. 